# John Wright (zanger)
John Wright (22 juni 1947 – 7 februari 2008) was een Britse (folk)zanger wiens interesse in muziek begon toen hij, net als zijn broers, koorzanger werd bij hun kerk in East Didsbury in Engeland. Later speelde hij met plaatselijke rockbands voordat hij naar Londen verhuisde om in het leger te dienen. John raakte in het leger geïnteresseerd in folkmuziek. Later, als schaapsherder in Northumberland en in Schotland nam deze interesse verder toe.
In 1990 nam hij een cassette op met a capella-liedjes – Border Crossings- gefinancierd met de opbrengst van de verkoop van zijn herderspony Bandit. Zijn album Dangerous Times, verscheen in 2002 als resultaat van zijn loopbaan als een professioneel zanger. Samen met Kenny Speirs en Wattie Robson, vormden John de John Wright Band. Bij zijn tweede lustrum als muzikant, kwam zijn elfde cd uit: Time To Learn. Na het maken van nog drie albums bracht de band met het Schotse Greentrax Records nog 2 cd’s uit. In oktober 2005 is John Wrights dubbel-dvd Live & Life uitgebracht, opgenomen in muziektheater Vredenburg in Utrecht
In deze periode werd de band gevraagd voor concerten, festivals en folkclubs in Groot-Brittannië, Nederland, Duitsland, Zwitserland en Denemarken. John werd ook bekend in de VS toen hij langs de Amerikaanse oostkust op tournee ging met zanger/tekstschrijver Maurice Dickson.. In 2007 speelde hij mee in de musical Rolling Home & John Wright going Celtic. Begin 2008 is John Wright op zestigjarige leeftijd overleden aan de gevolgen van een beroerte, een maand nadat hij met zijn grote liefde Barbara was getrouwd.
- Nederlandse Thesaurus van Auteursnamen: 101912730
- Virtual International Authority File: 292069147
- WorldCat: E39PBJdcvpbfBb4CcMjcpJwV4q